# Kathryn Morley (Rose)
Die Rosensorte Kathryn Morley (syn. 'AUSclub', 'AUSvariety') ist eine hellrosa, öfterblühende Strauchrose, die von David Austin 1990 in Großbritannien eingeführt wurde. Gezüchtet wurde die Rose aus einer Kreuzung der rosafarbenen Strauchrose ‘Mary Rose’ (‘AUSmary’) und der rosafarbenen Strauchrose ‘Chaucer’ (‘AUScer’). Kathryn Morley gehört zur Alte Rosen-Untergruppe der Englischen Rosen.

## Ausbildung

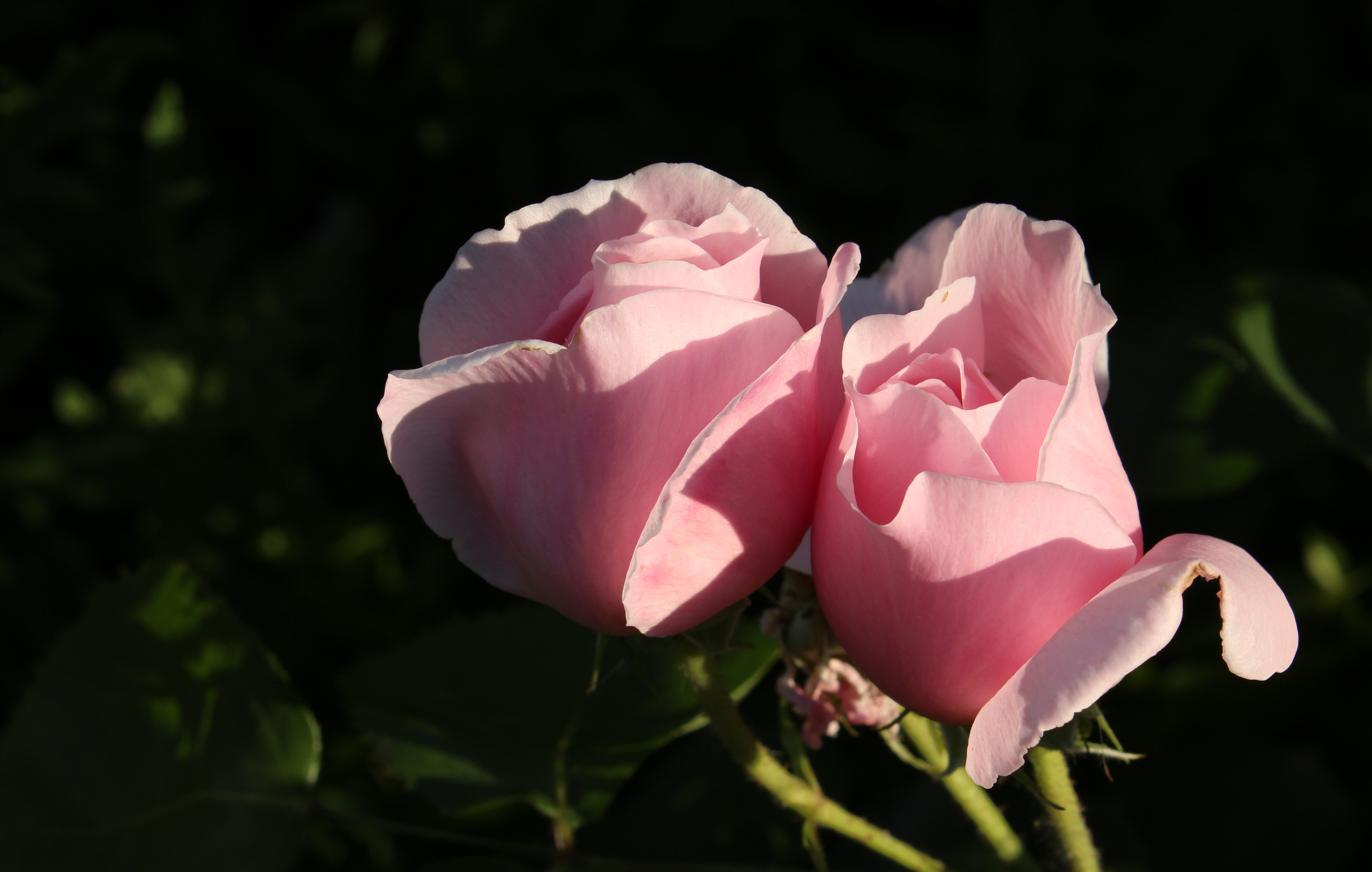
Knospen der Rose ‘Kathryn Morley’

Die buschig, aufrecht wachsende, stark verzweigte Rose ‘Kathryn Morley’ bildet einen kompakten kräftigen Strauch mit langen Trieben aus. Die Rosenpflanze wird etwa 90 cm bis 150 cm hoch und etwa 100 cm breit. Die stark wachsende Triebe lassen sich zu einer etwa 180 cm hohen Kletterrose ziehen.
Die einzeln, mitunter auch büschelartig angeordneten zartrosa gefärbten Blüten aus ungefähr 40 gebogenen Petalen bilden eine große schalenförmige Blüte aus. Die Blütenblätter sind unsymmetrisch angeordnet und besitzen in der Blütenmitte charakteristische kleine, verschlungene Blütenblätter. Die Blüten werden zum Rand hin heller. Die Rose zeichnet sich durch einen langanhaltenden, kräftigen Duft nach Myrrhe und Alten Rosen aus. Die locker gefüllten Blüten sind 10 bis 12 cm groß und bilden in idealer Ausbildung eine Blütenform, die einer gefüllte Teetasse mit Unterteller ähnelt. Die Rose besitzt lange, besitzt große, mittel- bis dunkelgrüne, robuste Blätter.
Die remontierende Rose ist winterhart (USDA-Klimazone 5b bis 10b). Sie blüht anhaltend von Mai bis in den Herbst und ist resistent gegenüber den bekannten Rosenkrankheiten.
Die Rose eignet sich zur Bepflanzung von niedrigen Blumenrabatten, Mixed Border – zum Beispiel gemeinsam mit Storchschnabel – und Bauerngärten. Die Rose ‘Kathryn Morley’ findet auch Verwendung in der Floristik in üppigen, natürlichen Blumenarrangements.
Die Rosensorte wird in zahlreichen Rosarien und Gärten der der Welt, unter anderem im Auckland Regional Botanic Garden, Brooklyn Botanic Garden, New York Botanical Garden, San Jose Heritage Rose Garden, Alnwick Garden und im Deutschen Rosarium Dortmund gezeigt.

## Namensgebung
Die Eltern von Kathryn Morley ersteigerten auf einer Wohltätigkeitsveranstaltung des Variety Club of Great Britain das Recht, der Rose den Namen ihrer im Alter von 18 Jahren verstorbenen Tochter zu geben.

## Auszeichnungen
- Northeastern Illinois Rose Society Show (1999)
- Long Island Rose Society Show (2000)